# Srbský despotát
Srbský despotát (srbsky: Српска деспотовина / Srpska despotovina) bylo středověkým srbským státem v první polovině 15. století. Ačkoli je bitva na Kosově poli v roce 1389 mylně považována za konec středověkého Srbska, despotát, nástupnický stát Srbské říše a Moravského Srbska, trvalo dalších šedesát let a zažilo kulturní, hospodářskou a politickou renesanci, zejména za vlády despota Stefana Lazareviće. Po smrti despoty Đurađa Brankoviće v roce 1456 existoval despotát ještě další tři roky, než nakonec v roce 1459 padl pod osmanskou nadvládu.
Po roce 1459 politické tradice Srbského despotátu pokračovaly v exilu ve středověkém Uherském království, kde několik titulárních srbských despotů bylo jmenováno uherskými králi. Posledním titulárním srbským despotou byl Pavle Bakić, který padl v bitvě u Gorjani v roce 1537.